# Roland Hilti
Roland Hilti (10 febbraio 1963) è un ex calciatore liechtensteinese, di ruolo difensore.

## Carriera

### Nazionale
Ha collezionato 12 presenze con la propria Nazionale.